# Ópera-Cinema Vesa
El edificio Opera-Cinema Vesa se encuentra incluido en el Ensanche del XIX de Vitoria (Álava, España). Está colocado entre San Prudencio y Fueros, con fachadas a ambas calles. Se edificó destinado a un uso de edificio de espectáculos, aunque debido a cambios en las condiciones de rentabilidad del uso inicial, ha sido profundamente transformado interiormente para albergar oficinas y locales comerciales.
Como elementos a valorar, tan solo quedan del edificio original las fachadas y el patio del vestíbulo. La fachada principal (c/ San Prudencio) con su distribución de huecos y estructura de cuerpos subordinados unos de otros, trazados según un esquema central y simétrico. Dicha fachada se encuentra unida a la del Teatro Principal con la que comparte cornisa, mientras que en su otro extremo se ubica un edificio de viviendas, que varía ligeramente la cota de cornisa. La fachada de la c/ Fueros posee un esquema igualmente simétrico de paños lisos y grandes huecos verticales, intencionadamente austera frente a la fachada principal. El patio del vestíbulo hace la función de distribuidor interior y de espacio central del edificio.
La fachada de la c/ San Prudencio, se sitúa entre dos edificaciones de su misma altura, de planta baja más dos, con las que mantiene continuidad de alero y cornisas intermedias. Está construida en ladrillo hueco doble, raseado y pintado; se organiza en un cuerpo central y dos laterales, destacando por su amplitud el central que tiene una escala monumental y presentando un gran nichal semicircular que ocupa la planta baja y primera. El intradós del arco está decorado con casetones donde se inscriben cartelas correiformes.
El cuerpo central se compartimenta horizontalmente quedando en la planta baja tres huecos adintelados separados por columnas toscanas, pareadas las centrales. Sobre ellos corre un entablamento que da paso a una bóveda de horno de forma avenerada finamente decorada en escayola imitando madera y vidrieras. Una cornisa separa este nicho de la planta superior, ocupada por una galería corrida con arcos de medio punto que se apoyan en columnitas toscanas con mensulillas decoradas en la clave, el antepecho tiene el abalaustrado realizado en hormigón lucido con mortero y pintura, recorre horizontalmente la fachada.
Los cuerpos laterales, de tendencia vertical, contrastan con el central, antes descrito. En ellos el muro se dispone en hiladas, abriéndose en la planta baja un acceso en arco escarzonado adovelado. En los cuerpos laterales, se da una continuidad vertical de las plantas superiores e inferiores gracias a los enmarques. En las primeras plantas destaca un balcón volado, con hueco en arco de medio punto y mensulón en la clave. También la repisa se apoya en ménsulas decoradas y el antepecho es abalaustrado, estando realizado en piedra. Los huecos se encuentran flanqueados por pilastras lisas que sostienen el entablamento superior rematado por frontón curvo, partido, al colocarse en su interior una gran ménsula con jarrón ubicado en un óculo ovalado con el que culminan estos cuerpos laterales.
Esta fachada se remata con una cornisa. Los elementos decorativos son bastante interesantes. Se trata de elementos historicistas que reproducen motivos renacentistas y manieristas.
La fachada de la c/ Fueros, construida en hormigón armado, está formada por tres elementos verticales sobre la imposta que delimita el hueco de entrada de planta baja. El cuerpo central sobresale de los laterales en altura y respecto del plano de la fachada, estando rematado por un motivo decorativo en los laterales: unos jarrones colocados sobre el voladizo que constituye la imposta sobre la entrada en planta baja. El tratamiento de los paramentos es liso, con unos grandes huecos verticales rematados en arco, que contribuyen a aumentar la sensación de verticalidad del conjunto.
El patio central tiene una disposición circular con un balcón perimetral en la planta superior, presentando iluminación cenital. Por él se accede al resto de dependencias del inmueble y conecta, además, las dos entradas del edificio.
Las crujías colindantes de los elementos descritos se integran en los mismos como componentes cuya concepción es estructural y constructiva.